# سعید آلتین اردو
سعید آلتین اردو (انگلیسی: Said Altınordu; ۲۴ ژوئیهٔ ۱۹۱۲ – ۱۷ نوامبر ۱۹۷۸) بازیکن فوتبال اهل ترکیه بود
وی رکورد دار بیشترین بازی برای یک باشگاه و وفادار ترین بازیکن تک باشگاهی جهان است . پس از تصویب قانون انتخاب رسمی نام فامیلی در تورکیه ؛ سعید آلتین اردو نام باشگاه خود را به عنوان شهرت رسمی خود انتخاب کرد ! درحالی که درپست دفاع و هافبک دفاعی بازی میکرد، موفق به کسب کفش طلای ترکیه شد 
وی همچنین در تیم ملی فوتبال ترکیه بازی کرده‌است.